# Bria (stolica tytularna)
Bria (łac. Diœcesis Brianus) – stolica historycznej diecezji w Cesarstwie Rzymskim (prowincja Frigia Pacaziana), współcześnie w Turcji. Od 1933 na liście katolickich diecezji tytularnych, od 1996 nie jest obsadzona.

## Biskupi tytularni
| Lp. | Biskup               | Od                   | Do              |
| --- | -------------------- | -------------------- | --------------- |
| 1   | Paulo Rolim Loureiro | 22 maja 1948         | 4 sierpnia 1962 |
| 2   | John James Ward      | 16 października 1963 | 15 czerwca 1996 |